# Virtuelle Rehabilitation
Virtuelle Rehabilitation bezeichnet die Verwendung von Virtueller Realität für die Therapie von psychologischen, neurologischen, physiologischen oder kognitiven Erkrankungen. Die Therapie wird zum Teil oder vollständig durch den Einsatz der Technologie unterstützt.
Der Begriff Virtuelle Rehabilitation (engl. virtual rehabilitation, manchmal auch cybertherapy) wurde im Jahr 2002 auf dem ersten Workshop zum Thema „Virtual Reality Rehabilitation (Mental Health, Neurological, Physical, Vocational) VRMHR 2002“ in Lausanne, Schweiz geprägt. Seither wird entsprechende Forschung aus den beteiligten Fachgebieten (Informatik, Medizin, Therapie, Psychologie, Robotik, Neurologie) unter diesem Stichwort zusammengefasst. Im Jahr 2008 wurde die International Society for Virtual Rehabilitation gegründet.
Virtuelle Rehabilitation ermöglicht eine Reihe von Mehrwerten gegenüber herkömmlicher Therapie:
- Gesteigerte Motivation der Patienten zur Mitarbeit
- Automatische Aufzeichnung und Auswertung der Therapiedaten
- Möglichkeit zum Angebot der Heimtherapie bzw. Teletherapie, bei der ein Teil der Therapie bei räumlicher und/oder zeitlicher Trennung von Patienten und Therapeuten stattfindet.
- Potential der Entwicklung neuartiger Therapieformen, die ohne den Einsatz der Technik nicht denkbar wären.

Der physio- und ergotherapeutische Nutzen der Technologie ist bislang vorwiegend in Form von Fallstudien dokumentiert. Für den Einsatz in der Psychotherapie kann ein besseres Evidenzniveau attestiert werden. Die Behandlung von Patienten mit posttraumatischer Belastungsstörung wird in den USA heute mit Hilfe virtueller Realität durchgeführt.
Seitdem der Einsatz von Head-Mounted Displays Einzug in die Darstellung von virtuellen Realitäten gefunden hat, gibt es zahlreiche Projekte aus der Psychologie und Psychotherapie, die sich mit dem Bereich der Expositionstherapie beschäftigen. Weitere Anwendung findet Virtuelle Realität unter anderem in der Behandlung von Störungen im Autismusspektrum, Schizophrenie, Suchterkrankungen, Demenz, Essstörungen und ADHS. Es gibt auch Hinweise, dass sich die Stresslevel von Krankenhauspatienten durch den Einsatz von Virtueller Realität reduzieren lassen und 360-Grad Videos zur Entspannung beitragen können. Inzwischen gibt es auch geführte Meditationen auf Deutsch, bei denen Achtsamkeitsübungen als 360-Grad Videos präsentiert werden.